# 中山王サク

中山王

中山王 𰯼（ちゅうざんおう さく、? - 前313年、在位：前327年 - 前313年）は、中山国の王で第5代君主。北の燕及び趙を攻撃して領土を拡大し、中山国の礎石を築いた。
中山王墓1号墓の墓主であり、副葬された銅器の銘文からその存在を知られるようになった。